# Кяхтинский договор (1727)
Кя́хтинский догово́р — договор о разграничении и торговле между Российской империей и империей Цин. Подготовлен в период посольства в Китай (1725—1728) в ходе работы над Буринским трактатом и подписан 21 октября (1 ноября) 1727 года российским послом С. Л. Рагузинским-Владиславичем и уполномоченными правительства Цинской империи Чабиной, Тегутом и Тулишенем. Подтвердил условия Нерчинского (1689) и Буринского (1727) договоров.
Договор зафиксировал определённую Буринским трактатом границу между двумя странами. Дал возможность России вести торговлю в Пекине путём отправки раз в 3 года каравана численностью не более 200 человек. Открыл беспошлинную пограничную торговлю в Кяхте и Цурухайтуе, что способствовало значительному росту объёма торговли между двумя странами. Договор юридически оформил существование в Пекине Русской духовной миссии, 6 из 10 членов которой изучали китайский и маньчжурский языки.
Предусмотренное Кяхтинским договором решение вести переписку между двумя государствами от имени Российского сената и цинского Трибунала внешних сношений сняло проблему взаимного титулования императоров России и Китая. Договор возлагал урегулирование местных пограничных споров на пограничных администраторов двух стран, определил порядок приёма посольств и юрисдикцию в отношении нарушителей границы (урегулирование местных пограничных споров возлагалось на пограничные власти).
После подписания представителями российской и китайской сторон проект договора был отправлен в Пекин для утверждения. Обмен текстами состоялся 14 (25) июня 1728 года на реке Кяхте.
Кяхтинский договор оставался правовой основой взаимоотношений России и империи Цин до середины XIX века. Его положения позднее уточнялись и заменялись такими «неравными» договорами как Айгунский договор 1858 года и Пекинский договор 1860 года.